# 阿尼斯克洛峰

42°40′14″N 0°2′30″E / 42.67056°N 0.04167°E
阿尼斯克洛峰（西班牙語：Pico Soum de Ramond），是西班牙的山峰，位於該國北部韋斯卡省，屬於比利牛斯山中佩迪杜山的一部分，海拔高度3,263米，山體由石灰岩組成。